# Piłka nożna kobiet w Anglii
Piłka nożna kobiet w Anglii pojawiła się około 1900 roku.

## System ligowy
W angielskiej piłce nożnej kobiet obowiązuje system FA Women’s Premier League. Najwyższą klasą rozgrywkową jest FA Women’s Premier League National Division, a drugimi - FA Women’s Premier League Northern Division i FA Women’s Premier League Southern Division. Drużyny z tych trzech lig biorą udział w Premier League Cup.
| Klasa | Liga | Liga | Liga | Liga |
| ----- | --- | --- | --- | --- |
| 1     | FA Women’s Premier League National Division (12 klubów)                                                 | FA Women’s Premier League National Division (12 klubów)                                                       | FA Women’s Premier League National Division (12 klubów)                                                      | FA Women’s Premier League National Division (12 klubów)                                                              |
| 2     | FA Women’s Premier League Northern Division (12 klubów)                                                 | FA Women’s Premier League Northern Division (12 klubów)                                                       | FA Women’s Premier League Southern Division (12 klubów)                                                      | FA Women’s Premier League Southern Division (12 klubów)                                                              |
| 3     | Northern Combination Women’s Football League                                                            | Midland Combination Women’s Football League                                                                   | South West Combination Women’s Football League                                                               | South East Combination Women’s Football League                                                                       |
| 4     | North West Women’s Football League Premier Division North East Women’s Football League Premier Division | West Midlands Women’s Football League Premier Division East Midlands Women’s Football League Premier Division | South West Women’s Football League Premier Division Southern Region Women’s Football League Premier Division | London & South East Women’s Football League Premier Division Eastern Region Women’s Football League Premier Division |
| 5+    | Ligi regionalne                                                                                         | Ligi regionalne                                                                                               | Ligi regionalne                                                                                              | Ligi regionalne |
|       | Ligi okręgowe                                                                                           | | | |